# Alsónemesapáti
Alsónemesapáti (vyslovováno [alšónemešapáti]) je vesnice v Maďarsku v župě Zala, spadající pod okres Zalaegerszeg. Nachází se asi 4 km východně od Zalaegerszegu. V roce 2015 zde žilo 654 obyvatel, z nichž jsou 96,5 % Maďaři a 2,3 % Romové.
Sousedními vesnicemi jsou Búcsúszentlászló, Kisbucsa, Nagykapornak, Nemesapáti, Nemeshetés a Pethőhenye, sousedním městem Zalaegerszeg.